# Castell de Santacara
El castell de Santacara (en basc, Santakarako gaztelua) és un castell en la localitat de Santacara (Navarra) declarat bé d'interès cultural. Del castell només en resta una torre, fet que també sigui conegut com la Torre de Santacara.

## Història
Va ser construït al segle xiii. En el segle xv el rei Ferran el Catòlic va manar destruir-lo després de la conquesta del Regne de Navarra per les tropes castellanes del Duc d'Alba el 1512. Després de l'ocupació militar, el Cardenal Cisneros va ordenar per decret destruir totes les torres dels castells de Navarra.
El Castell de Santacara va ser demolit juntament amb altres castells emblemàtics de Navarra, com el Castell de Xavier o el Palau reial d'Olite.

## Estat de conservació i protecció
Es troba en un estat de ruïnes i només resta en peu una torre. El pas dels anys i la reutilització dels blocs de pedra del castell per a la construcció d'altres habitatges han provocat que l'estat actual sigui ruïnos. Des de l'any 2010 el Castell es troba en estat de recuperació.
L'edifici va ser protegit com a bé d'interès cultural en la Declaració genèrica del Decret de 22 d'abril de 1949, i la Llei 16/1985 sobre el Patrimoni Històric Español.